# Střížova lípa
Střížova lípa je památný strom, který roste ve Vrahovicích v okrese Prostějov. Jedná se o lípu velkolistou, starou přibližně 100 let. Její výška je 15 m, délka obvodu 282 cm.
V blízkosti Střížovy lípy bydlel Josef Stříž, starosta Vrahovic v době první republiky. Pod lípou rád sedával a kouřil fajfku.